# Verkehrspavillon (Bad Godesberg)

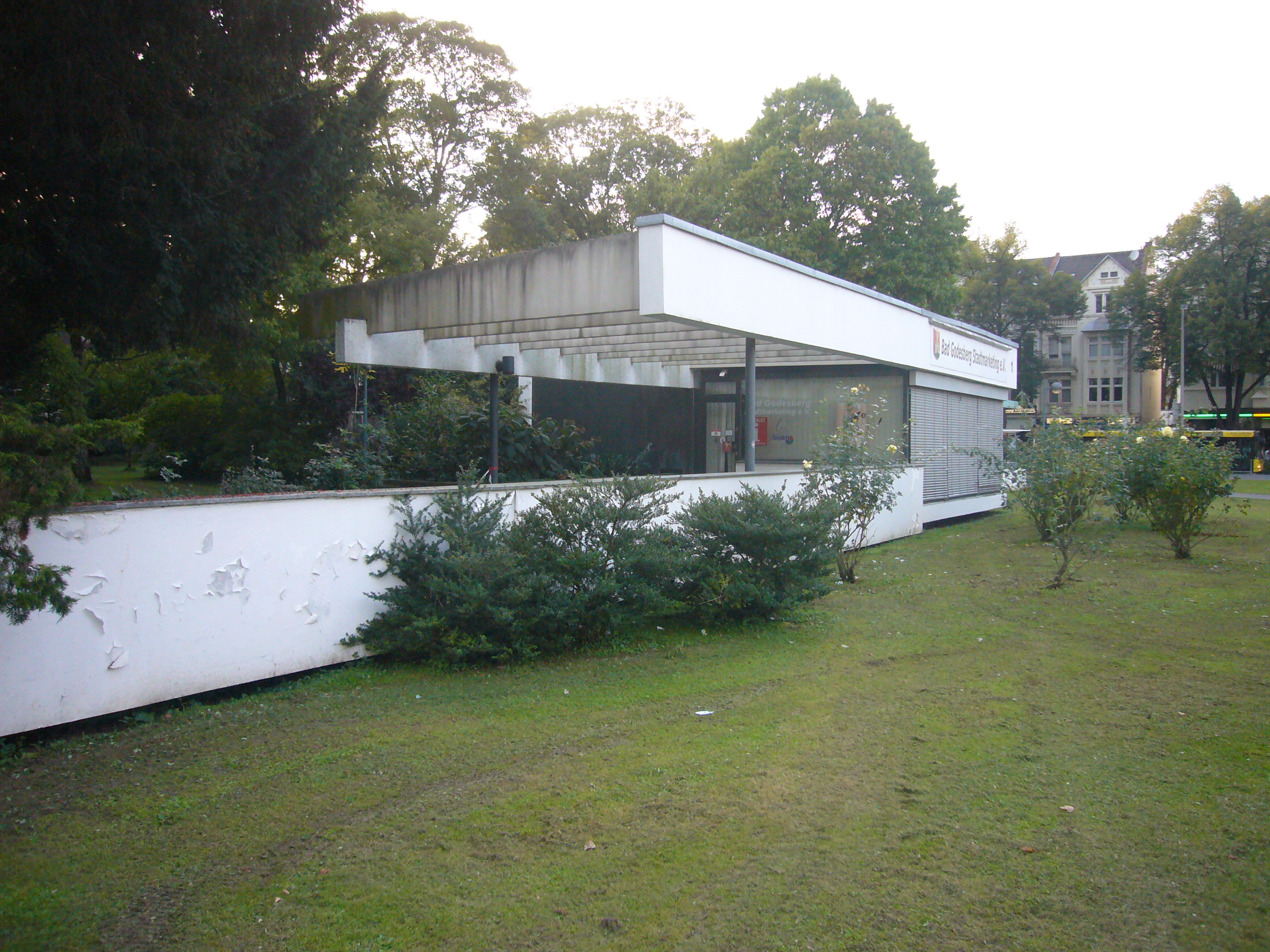
Blick von Osten auf die Frontfassade des Pavillons vor der Sanierung (2011)

Der Verkehrspavillon in Bad Godesberg, einem Stadtbezirk von Bonn, wird vom Verein Bad Godesberg Stadtmarketing genutzt und steht seit dem Jahr 2007 unter Denkmalschutz. Der gegenüber dem Bahnhof Bonn-Bad Godesberg am Ria-Maternus-Platz 1 liegende, unterkellerte Pavillon wurde 1960 im Rahmen einer Umgestaltung des Bahnhofsvorplatzes errichtet. In Bad Godesberg ankommende Besucher hatten die Möglichkeit, sich bei der damals im Pavillon untergebrachten „Touristik-Information“ zu Angeboten des Kurortes und seiner Verkehrsbetriebe zu informieren und Karten zu erwerben. Den Pavillon betrieb damals das städtische Verkehrsamt.
Der Pavillon wurde vom Godesberger Stadtbauamt geplant und erinnert in seiner Gestaltung an Pavillons des Architekten Mies van der Rohe (z. B. den Barcelona-Pavillon für die Weltausstellung 1929). Die elegant-schlichte Kombination aus Stahlbeton und Glas erzeugt den Eindruck von Leichtigkeit, Offenheit und Transparenz; die Konstruktion steht für die Verbindung von Natur und Architektur. Vor dem Pavillon befand sich eine heute nicht mehr vorhandene Brunnenanlage. Nach Einstellung der „Touristik-Information“ am 1. September 1982 durch die Stadt Bonn, in die Bad Godesberg mittlerweile eingemeindet war, begann das Objekt zu verwahrlosen. Zunächst noch als Atelier für Künstler genutzt, wurde es in den 1990er Jahren zum Archiv für die Deutsche Stiftung Denkmalschutz. Etwa ab dem Jahr 2000 stand der Pavillon für einige Jahre leer, ein Abriss wurde diskutiert.
Im Sommer 2014 begannen Sanierungsarbeiten, die im Frühjahr 2015 abgeschlossen waren. Dach, Fassade (die gesamte Verglasung wurde ausgetauscht), Kellerdecke, Heizung und Sanitäranlagen wurden ausgebessert oder erneuert, ein barrierefreier Eingang integriert; die von der Stadt getragenen Kosten betrugen 330.000 Euro. Die vorhandene Patina der Kupferoberflächen von Verkleidungen, Fensterabdeckungen und Vitrinen ist dabei auftragsgemäß erhalten geblieben. Derzeitiger Nutzer ist der Bad Godesberg Stadtmarketing e. V.